# Extreme Noise Terror
Pour les articles homonymes, voir ENT.
Extreme Noise Terror (ENT) est un groupe de crust punk et grindcore britannique, originaire d’Ipswich, en Angleterre. Formé en janvier 1985, ils sont un des pionniers du grindcore anglais, en particulier dans le genre crustgrind.
Le groupe se fait connaître pour son emploi de deux vocalistes et pour avoir enregistré des sessions avec le célèbre DJ John Peel.
Au départ un groupe de punk hardcore, le groupe se dévoile rapidement comme bien plus « extrême » que la plupart des groupes de ce genre. Ainsi, à l'instar d'autres groupes de crust punk de l'époque comme Doom, le groupe a largement contribué à ce qui deviendra le grindcore (ce terme sera d'ailleurs inventé par Mick Harris, qui fait partie d'ENT et Doom avant de faire partie de Napalm Death).
En 1992, Extreme Noise Terror est apparu sur le plateau des Brit Awards avec le groupe The KLF dans une tentative de The KLF de court-circuiter cet évènement. Ils ont aussi travaillé avec The KLF sur un album qu'ils ne finiront jamais, The Black Room. Extreme Noise Terror est le sujet d'un article dans le livre d'essais musicologiques Bad Music : The Music You Love To Hate.

## Biographie

### Débuts
Extreme Noise Terror (ENT) est formé au début de 1985 à Ipswich, en Angleterre, et comprend originellement les deux chanteurs Dean Jones et Phil Vane, le guitariste Pete Hurley, le bassiste Jerry Clay et le batteur Pig Killer. Avant ENT, Vane et Hurley jouaient avec les groupes Freestate et Victims of War (inspirés de Discharge), et Jones chantait au sein de Raw Noise. Hurley explique s'être inspiré de l'album Extreme Noise Terrorism du groupe néerlandais Lärm. À part Discharge, le groupe dit aussi s'inspirer d'Anti Cimex, Rattus et Antisect. ENT signe à un petit label britannique indépendant appelé Manic Ears après un gig solitaire en soutien à Chaos UK.
Leur premier album dans ce label est un split avec Chaos UK effectué en 1986, intitulé Radioactive Earslaughter. Bien qu'il y ait certains points communs entre ces deux groupes, ENT commençait déjà à jouer du punk hardcore qu'il transforme en ce qui sera plus tard décrit sous le terme de « grindcore ». ENT éprouve certaine réticence quant à ce terme : « On était connu comme un groupe de punk hardcore. Ensuite, c'est devenu un peu 'Britcore' d'après ce que disaient Sounds et le NME. Electro Hippies, Napalm, Carcass et Bolt Thrower faisaient aussi de même et puis ils [Napalm Death] ont commencé à faire du 'grind'. Mais ils étaient toujours un peu plus metal que nous, et on ne savait même pas ce que 'grind' voulait dire. »
En 1987, ENT attire l'intérêt John Peel, sur les conseils du groupe The Stupids, originaire d'Ipswich. Après les avoir vus sur scène au Caribbean Centre d'Ipswich avec son épouse et son fils, Peel leur donne l'occasion de jouer une Peel Session pour la BBC Radio 1, qui sera publiée par Strange Fruit Records. Une deuxième Peel Session est enregistré cette même année en mai.
À cette période, le rôle de batteur est endossé par Mick Harris de Napalm Death, peu de temps avant de former Scorn, et est remplacé par Tony « Stick » Dickens (du groupe de crust Doom). Le bassiste Clay est remplacé par Mark Gardener et cette formation enregistre le premier album d'ENT, A Holocaust in Your Head, qui est par la suite placé troisième de la liste ds meilleurs albums de grindcore européens établie par le magazine Terrorizer. Le groupe entreprend une tournée en Europe et au Japon en soutien à l'album. En 1990, Jones et le futur guitariste d'ENT, Ali Firouzbakht, participe au single Sound of Destruction du groupe Raw Noise, et le bassiste Gardener est remplacé par Peter Nash du groupe Doom.

### Collaboration avec The KLF
Après leur retour du Japon, ENT est incité à jouer une troisième Peel Session, qui sera publié en bonus à leur premier album par le label Strange Fruit. Le groupe participe ensuite à une autre tournée européenne, après laquelle ils publient leur nouvel album, Phonophobia, chez Vinyl Japan et revient encore une fois tourner au Japon. John Peel diffuse l'album d'ENT à la radio et attire l'intérêt de Bill Drummond de The KLF ; les deux partis se rencontrent et Drummond demande à ENT de réenregistrer une nouvelle version du single 3 a.m. Eternal de KLF, avec l'intention pour le groupe de jouer au Top of the Pops à Noël.
La BBC, cependant, ne souhaite pas diffuser la chanson à une heure de grande écoute et ainsi refuse de diffuser la chanson, ce qui mène The KLF à boycotter le show. Le single est finalement publié en édition limitée par KLF Communications et remporte le « single de l'année » décerné par NME et Melody Maker. ENT travaille aussi sur l'album The Black Room, mais Drummond et Jimmy Cauty, membre de KLF, annoncent la séparation du groupe, et annulent la sortie de l'album.
Concernant leur collaboration, Jones explique : « Ce qui s'est passé, c'est que Bill ne a entendu chez Peel pendant qu'il prenait son bain et nous a contacté. [...] Le message disait que c'était Bill de The KLF, mais moi j'avais compris 'the ALF' alors j'ai pas plus prêté attention... Plus tard, on a eu un autre message où on entendait clairement que c'était Bill de The KLF et j'ai dis 'va te faire... ! Il veut quoi ce gars ?' Mais tout s'est arrangé finalement. » les deux groupes sont plus tard invités à participer aux BRIT Awards de 1992, qui provoquera la polémique lorsque les membres tirent des balles à blanc au dessus du public,, une apparition que le NME classe quatrième dans sa liste des 100 meilleurs moments du rock.

### Retro-bution, départ de Vane et albums
Extreme Noise Terror continue à tourner entre 1993 et 1994, et effectue quelques changements de formation ; le batteur Dickens quitte le groupe pour se joindre à DIRT et est remplacé par Lee Barrett (fondateur de Candlelight Records et aussi membre de Disgust) qui prend la basse, et Ali Firouzbakht se joint à la guitare solo. À la demande de Digby Pearson, cette formation signe au label Earache Records en juin 1994 et enregistre Retro-bution, une compilation comprenant les premières chansons du groupe rééditées, qui est publiée en janvier 1995. Une brève tournée britannique s'ensuit, puis une tournée en Europe et aux États-Unis avant qu'un autre changement de formation ne s'opère ; Pig Killer est remplacé par le batteur de Cradle of Filth, William A. « Was » Sarginson. Les changements continuent  avec le départ du membre fondateur Phil Vane, qui part rejoindre Napalm Death à la fin de 1996. Dans ce qui est du changement de places, le chanteur de Napalm Death, Mark « Barney » Greenway, accepte de se joindre à ENT pour l'enregistrement de leur prochain album, Damage 381.
L'album, dont le titre s'inspire du BPM de la chanson-titre, assiste à un changement de style musical pour ENT qui s'oriente plus vers le death metal, réincorporant quelques blast beats et hurlements qui manquaient à leurs deux précédents opus. L'album bénéficie aussi d'une production de Colin Richardson. Dans le même temps, Napalm Death n'arrive pas à obtenir de Vane la voix escomptée et demande à Greenway de revenir, ce qu'il accepte de faire, laissant ENT de nouveau sans second chanteur. Vane revient dans le groupe en 1997.
Certains changements s'effectuent encore en 1999, avec Vane qui s'en va une nouvelle fois et qui est remplacé par Adam Catchpole, Sarginson étant remplacé par Zac O'Neil, et l'ancien membre de Cradle of Filth, Gian Pyres, se joignant à la guitare solo. En 2001, le groupe signe à Candlelight et publie son quatrième album, Being and Nothing. Le groupe joue aussi une quatrième session à la BBC Radio 1 en février 2001 et continue de tourner en Europe, notamment au Wacken Open Air en 2003.

### Dernières activités
Même face aux changements de formation, Paul « Woody » s'occupe de la guitare solo en studio et en live au début de 2001, tandis que Stafford Glover endosse le rôle de bassiste (depuis le départ de Barrett, qui se consacrera à To-Mera) et Ollie Jones, du groupe Desecration, est recruté comme second guitariste permanent. Au début de 2006, Phil Vane revient encore au sein du groupe après avoir vécu en Suisse pendant six ans et demi. Zac O'Neil qui aussi le groupe et est remplacé par Mic Hourihan (de Tigertailz). En 2007, ENT tourne aux États-Unis avec les groupes grind Phobia et effectuent un split recording avec Driller Killer qu'ils publient au label français Osmose Productions. L'année suivante, le groupe publie un split 7" avec Trap Them (chez Deathwish Inc.) en parallèle à leur tournée américaine West Coast Distortion, qui culmine au Los Angeles Murderfest en 2008. Ils jouent aussi à l'international dans des pays comme l'Indonésie, la Russie, la Hongrie, la Slovénie, la Roumanie, la Finlande et au festival Obscene Extreme en République tchèque. ENT enregistre son nouvel album, Law of Retaliation, publié au début de 2009 par Osmose en Europe, MCR Company au Japon, et Deep Six Records aux États-Unis.
Le 17 février 2011, Phil Vane meurt dans son sommeil à la suite d'un accident vasculaire cérébral à l'âge de 46 ans. Le groupe continue de tourner et d'enregistrer aux côtés du chanteur de Gorerotted et The Rotted, Ben McCrow, et publie son album homonyme en 2015, à la mémoire de Vane.

## Membres

### Membres actuels
- Dean Jones - chant (depuis 1985)
- Ben McCrow - chant (depuis 2014)
- Ollie Jones - guitare (depuis 2005)
- Andi Morris - basse (depuis 2012)
- Michael Hourihan - batterie (2008-2011, depuis 2014)

### Anciens membres
- Phil Vane - chant (1985–1989, 1989-1996, 1997–1999, 2006–2011 ; décédé en 2011)
- Pete Hurley - guitare (1985–1995; décédé en 2014)
- Jerry Clay - basse (1985–1988)
- Darren « Pig Killer » Olley - batterie (1985–1987, 1993–1995)
- Mick Harris - batterie (1987–1988, 2008)
- Tony « Stick » Dickens - batterie (1988–1993)
- Mark Gardener - basse (1988)
- Peter (Doom) Nash - basse (1988–1990)
- Spit - chant (1989)
- Mark Bailey - basse (1990–1994)
- Lee Barrett - basse (1994–1997)
- William A. « Was » Sarginson - batterie (1995–1997)
- Ali Firouzbakht (Al Todd) - guitare (1995–2005)
- Mark « Barney » Greenway - chant (1996–1997)
- Zac O'Neil - batterie (1997–2008)
- Manny Cooke - basse (1997–2001)
- Jose Kurt - chant (1999-2000)
- Adam Catchpole - chant (2000–2006)
- Stafford Glover - basse (2001–2012)
- Woody - guitare (2001-2010, 2011-2014)
- Roman Matuszewski - chant (2011-2012)
- Barney Monger - batterie (2011-2014)
- Chris 'Chino' Casket - guitare/basse (studio : 2009-2014, live : 2010-2012)
- John Loughlin - chant (2012-2014)

## Discographie

### Albums studio
- 1989 : A Holocaust in Your Head
- 1995 : Retro-bution [21]
- 1997 : Damage 381
- 2001 : Being and Nothing
- 2008 : Law of Retaliation
- 2015 : Extreme Noise Terror

### Splits
- 1986 : Extreme Noise Terror/ Chaos UK (Radioactive Earslaughter)
- 1989 : In It for Life
- 1991 : Discharged: From Home Front to War Front
- 2007 : Extreme Noise Terror / Driller Killer
- 2008 : Extreme Noise Terror / Trap Them
- 2009 : Extreme Noise Terror / Cock E.S.P.
- 2010 : Hardcore Attack of the Low Life Dogs
- 2016 : Extreme Noise Terror / The Dwarves

### EPs
- 1987 : The Peel Sessions
- 1992 : Phonophobia
- 2004 : Hatred and the Filth
- 2009 : Phonophobia - The Second Coming
- 2010 : Hardcore Attack of the Low Life Dogs'
- 2013 : Tear It Down

### Albums live
- 1989 : Are You That Desperate?
- 1990 : The Peel Sessions '87-'90
- 1990 : The Split Noiz Live EP
- 1990 : Live and Loud

### Compilations
- 2008 : Back to the Roots

### DVD
- 2003 : From One Extreme to Another

### Vidéos
- 1995 : Raping the Earth
- 2002 : Awakening